# 淺川組
株式会社淺川組（あさかわぐみ）は日本の地方ゼネコンであり、本社は和歌山県和歌山市小松原通三丁目69番地に所在する。

## 沿革
- 1922年（大正11年）- 和歌山県海草郡浜中村下津に「淺川組」（港湾荷役および土木建築請負業）を創業。
- 1931年（昭和6年）- 鰈川隧道工事を施工。石材船5隻を建造、和歌山港捨石工事を請負う。
- 1937年（昭和12年）- 丸善石油下津製油所建設工事が始まり、土木工事を受注。
- 1940年（昭和15年）- 住友金属和歌山工場建設工事土木工事を受注。沿岸荷役で兵庫、淡路島方面へ進出。
- 1941年（昭和16年）- 東亜燃料工業和歌山工場建設工事受注。
- 1948年（昭和23年）- 株式会社に改組。資本金500万円、土木建築請負業、港湾運送業、船舶代理店業を営業。
- 1954年（昭和29年）- ダム工事（古座川総合開発七川堰堤）施工。
- 1963年（昭和38年）
  - 船舶代理店本船荷役関係を分離し、浅川組運輸株式会社、紀南港湾運輸株式会社を設立。
  - 不動産部門を独立させ、近和不動産株式会社を設立。
- 1964年（昭和39年）- 消波ブロック四方錐、三方錐を開発。共同コンクリート工業株式会社を設立。
- 1965年（昭和40年）
  - 大阪営業所を支店に昇格。
  - 資本金を1億円に増資。和歌山市小松原通3-3に本社新社屋竣工。
- 1967年（昭和42年）
  - 舗装部門を独立させ、淺川舗道株式会社（現・淺川道路）を設立。
  - 資本金を2億円に増資。
- 1969年（昭和44年）- 東京営業所を支店に昇格。高松営業所、鹿島営業所、水戸営業所を開設。
- 1972年（昭和47年）
  - 電算機を導入し、コンピューター会計を実施。
  - 不動産部門を独立させ、浅川不動産株式会社を設立。
- 1973年（昭和48年）
  - 高松営業所を四国支店に昇格。
  - 大阪証券取引所市場第二部上場（資本金3億3千万円）。
- 1979年（昭和54年）- 120t吊旋回起重機船「第7下津号」を建造。
- 1981年（昭和56年）
  - 資本金を6億2975万円に増資。
  - 「懸垂式浮消波堤に関する実験的研究」を土木学会に発表。
  - 超大型杭打船「第10下津号」を建造。
- 1984年（昭和59年）
  - 北九州営業所、仙台出張所（のち東北営業所）、沖縄営業所を開設。
  - 電算室を分離独立し、アサカワコンピューターシステム株式会社を設立。
- 1986年（昭和61年）- 大型鋼管杭打法における位置システムを開発。
- 1987年（昭和62年）
  - アサカワリフォーム株式会社を設立。
  - 川崎出張所を開設。
  - 資本金を14億9544万円に増資。
- 1988年（昭和63年）- 仙台出張所を廃止し、東北営業所を開設。資本金を24億761万円に増資。
- 1989年（平成元年）- スイス・フラン建転換社債を発行。名古屋営業所を名古屋支店に昇格。
- 1990年（平成2年）- 大阪証券取引所市場第一部銘柄指定、資本金41億3237万円に増資。
- 1997年（平成9年）- 大型多目的作業船（350t吊グラブ25m3/削岩棒50t）「真洋」建造。
- 1998年（平成10年） - 会社更生手続開始決定。
- 1999年（平成11年） - ISO9001認証取得。
- 2000年（平成12年） - 更生計画の認可決定。
- 2002年（平成14年） - 関西国際空港用地造成株式会社より2期空港島埋立工事（揚土その5）受注
- 2004年（平成16年） - ISO14001認証取得。
- 2006年（平成18年） - 会社更生手続終結。
- 2008年（平成20年） - 和歌山県「企業の森」事業に参画。
- 2012年（平成24年） - 創業90周年を迎える。

## 主な事業所
- 大阪支店 - 大阪府大阪市中央区東心斎橋一丁目2番17号
- 東京支店 - 東京都品川区南大井三丁目28番3号
- 本社分室 - 和歌山県海南市下津町下津1422番地
- 紀北営業所 - 和歌山県岩出市宮71-1
- 田辺営業所 - 和歌山県田辺市朝日ヶ丘17-14-201
- 串本営業所 - 和歌山県東牟婁郡串本町串本1547番地の9
- 御膳松出張所 - 和歌山県和歌山市湊4丁目1番22号
- 九州営業所 - 福岡県北九州市小倉南区南方一丁目6番6号
- 広島営業所 - 広島県広島市西区己斐本町一丁目14番3号
- 茨城営業所 - 茨城県鹿嶋市平井2153番地
- 千葉営業所 - 千葉県市原市白金町5-23-1

## 施工物件
| 建築物件 - 和歌山労災病院新棟 - インテリックス和歌山工場増築 - トヨタカローラ和歌山シーズ岩出店 - 関西電力新串本寮 - 和歌山トヨタ小雑賀店 - 近畿大学附属新宮高校 - 紀之川保育園増改築工事 - JA紀の里東部流通センター新築 - 株式会社ニットマック工場新築 - 大阪ガスLPG和歌山支社 - アーネストワン「サンクレイドルマンション」の大半 | 土木物件 - 千本槇トンネル - 覚海トンネル - 大門口トンネル - 紀の川中流域那賀浄化センター3・4池水処理施設 築造 - 紀の川中流流域下水道（那賀幹線シールド） - 阪和自動車道芳養トンネル - 由良町由良クリーンセンター - 大利根橋耐震補強 - 関西国際空港2期空港島埋立 (造成その2) - 名神高速道路（改築）南平台工事 |

## 不祥事
- 2012年に受注した紀ノ川湊地区地盤改良工事の施行中、国土交通省の光ケーブルをバックホウで切断。河川監視カメラの画像配信を4日間、港湾事務所のマイクロ無線回線を約20時間にわたり不通にした。2013年、近畿地方整備局は淺川組に対して指名停止1ヶ月間の処分を行った[1]。
- 2022年9月に完成した和歌山県道234号長井古座線、八郎山トンネルで施工不良が発覚。淺川組は工事を受注していた共同企業体の代表であったため、和歌山県は指名停止6ヶ月の処分を行った[2][3]。また、国土交通省近畿地方整備局は、令和6年6月25日に40日間の公共工事の営業停止処分を行った。

## 関連会社
- 淺川道路
- アサカワリフォーム